# Травневе (Бахмутський район)
Травне́ве (до 1967 року — Металіст) — селище Світлодарської міської громади Бахмутського району Донецької області, Україна. Населення становить 286 осіб (станом на 2001 рік). Селище розташоване на півдні Бахмутського району.

## Історія

### Війна на сході України
З 2014 року село потрапило в зону бойових дій.
За повідомленням штабу АТО, у 20-х числах листопада 2017 року із села були вибиті бандформування ДНР, та воно контролюється Україною. 8-11 грудня 2017 року було відновлено електропостачання. Роботи були організовані Цивільно-військове співробітництво — CIMIC Збройних Сил України та проводились фахівцями ДСНС України, особовим складом підрозділу Збройних Сил України, органів місцевого самоврядування та за технічного й матеріального сприяння працівників ДТЕК — DTEK Донецькобленерго.
23 грудня 2017 року бойовики не полишили спроб обстрілів околиць звільненого українською армією Травневого. У село тільки-но почали повертатися життя та проводити світло, як ворог активізувався та влаштував перевірку нервів бійцям та журналістам.

## Географія
| Клімат Травневого       | Клімат Травневого | Клімат Травневого | Клімат Травневого | Клімат Травневого | Клімат Травневого | Клімат Травневого | Клімат Травневого | Клімат Травневого | Клімат Травневого | Клімат Травневого | Клімат Травневого | Клімат Травневого | Клімат Травневого |
| Показник                | Січ.              | Лют.              | Бер.              | Квіт.             | Трав.             | Черв.             | Лип.              | Серп.             | Вер.              | Жовт.             | Лист.             | Груд.             | Рік               |
| Середній максимум, °C   | −3,2              | −2,5              | 2,7               | 13,8              | 21,0              | 24,8              | 26,5              | 25,8              | 20,1              | 12,1              | 4,3               | −0,3              | 12,1              |
| Середня температура, °C | −6,3              | −5,7              | −0,6              | 9,12              | 15,8              | 19,6              | 21,4              | 20,5              | 15,2              | 8,1               | 1,5               | −2,9              | 8,0               |
| Середній мінімум, °C    | −9,3              | −8,8              | −3,9              | 4,4               | 10,6              | 14,4              | 16,3              | 15,3              | 10,3              | 4,1               | −1,2              | −5,4              | 3,9               |
| Норма опадів, мм        | 46                | 37                | 31                | 39                | 46                | 61                | 54                | 42                | 36                | 32                | 44                | 54                | 522               |
| ----------------------- | ----------------- | ----------------- | ----------------- | ----------------- | ----------------- | ----------------- | ----------------- | ----------------- | ----------------- | ----------------- | ----------------- | ----------------- | ----------------- |
| Джерело:                |                   |                   |                   |                   |                   |                   |                   |                   |                   |                   |                   |                   |                   |

## Населення
Станом на 1989 рік у селищі проживали 326 осіб, серед них — 151 чоловік і 175 жінок.
За даними перепису населення 2001 року у селищі проживали 286 осіб. Рідною мовою назвали:
| Мова       | Кількість осіб | Відсоток |
| ---------- | -------------- | -------- |
| російська  | 199            | 69,58 %  |
| українська | 87             | 30,42 %  |